# Giovanni Battista del Giudice
Giovanni Battista del Giudice (falecido em 1542) foi um prelado católico romano que serviu como bispo de Vulturara e Montecorvino (1537–1542).

## Biografia
No dia 23 de julho de 1537, Giovanni Battista del Giudice foi nomeado durante o papado de Paulo III como Bispo de Vulturara e Montecorvino, onde serviu como bispo até à sua morte em 1542.